# Paspalum alterniflorum
Paspalum alterniflorum är en gräsart som beskrevs av Achille Richard. Paspalum alterniflorum ingår i släktet tvillinghirser, och familjen gräs. Inga underarter finns listade i Catalogue of Life.